# Massacre de Dampierre
Le massacre de Dampierre, le 27 juillet 1944 à Gargilesse-Dampierre, dans l'Indre (France), est un épisode de la Résistance intérieure française pendant la Seconde Guerre mondiale, au cours duquel douze Résistants et civils sont massacrés par l'armée allemande.

## Contexte
Le maquis de Dampierre, créé au débarquement du 6 juin 1944 par un instituteur d'Éguzon, Ange Esmelin, commandant Soulié, réunit de nombreux Résistants, dont des légaux. Il campe au Moulin-Garat, aux environs d'Éguzon-Chantôme, mais aussi dans les fermes avoisinantes de Château-Gaillard et de la Mothe.
Le maquis prend de l'importance mais ne peut être ravitaillé par parachutages du fait de la proximité de la DCA allemande du barrage d'Éguzon et d'un grand nombre de pylônes et de câblés aériens à haute tension. Le site parait cependant convenir à un maquis. Il est à proximité de différents moyens de transport : voie ferrée Paris-Toulouse, RN 20, lignes d'électricité à haute tension. La garnison allemande du barrage n'est pas menaçante car elle est entièrement destinée à la garde des installations, considérée comme un enjeu stratégique, et ne sort pas de son périmètre de protection. Le lieu est isolé et parait très sûr. Les Résistants campent pour leur plus grand nombre au Moulin-Garat, dans le ravin de la rivière Gargilesse, entre Dampierre et La Mothe. Sont gardés au Moulin-Garat les soldats allemands faits prisonniers à la gare d'Argenton-sur-Creuse le 9 juin 1944 lors de l'attaque par les FFI d'un convoi allemand de carburant.

## Le massacre
Le 24 juillet 1944, une alerte entraîne l'évacuation du maquis. Rien ne s'étant produit, les hommes reviennent, s'estimant en sécurité. Le 26, l'état-major des FFI de l'Indre-Sud s'installe à la ferme de Château-Gaillard. Le 27 vers 13 heures, 250 à 300 Allemands de la colonne du lieutenant-colonel Stenger, montés sur automitrailleuses et camions, escortés et guidés par des miliciens, arrivent simultanément au bourg de Dampierre, au hameau des Minières et aux fermes de Château-Gaillard et de la Mothe. Leur objectif parait être de libérer les prisonniers et de détruire le maquis. Ils abordent à pied la ferme de Château-Gaillard en utilisant des défilements et la cernent. Il n'y a pas de sentinelles en place. Cinq maquisards dont quatre gradés sont surpris alors qu'ils déjeunent avec les fermiers. Les cinq FFI et trois civils de la ferme sont alignés au bord de la mare. Ils sont dépouillés et subissent debout des sévices tout l'après-midi. Six sont abattus le soir et leurs visages écrasés à coups de crosses. Les bâtiments sont pillés et saccagés puis incendiés.
Les maquisards du Moulin-Garat, avertis, réussissent à quitter le camp, laissant sur place les prisonniers allemands. Deux maquisards, Roger Duris et Vincent Csali, qui étaient à Dampierre et avaient vu passer la colonne allemande se précipitent vers le Moulin-Garat mais se font prendre et sont exécutés. Les prisonniers allemands sont libérés. La ferme est incendiée et les prisonniers  amenés à la ferme de Château-Gaillard pour y identifier leurs gardiens et les fermiers complices. C'est à la suite de cette confrontation que six hommes ont été exécutés le soir.
Des habitants de Dampierre sont réquisitionnés pour monter au village les armes trouvées au Moulin-Garat. Certains sont molestés mais aucun n'est abattu.
Au total, l'attaque a permis aux Allemands de récupérer les prisonniers mais non de démanteler le maquis et a fait douze victimes françaises, huit FFI et quatre civils, tous massacrés.

## Les morts

### À la ferme de Château-Gaillard
- Sylvain Braud (né le 31 août 1921 à Paris (VIe arr.)) soldat FTP-FFI
- Jean-Louis Carré (°1924), lieutenant FTP-FFI
- Henri Ferret (°1897), capitaine FTP-FFI
- Jean (Gabriel) LOUIS (°né le 11 avril 1897 à Orsennes) fermier à Château-Gaillard FTP-FFI, exécuté à l'âge de 47 ans.
- Marcel LOUIS (né le 5 avril 1921 à Maillet), fils de Marcel et de Marie Louise Thibaud, cultivateur à Malicornay (sans lien de parenté avec le précédent) FTP-FFI
- Émile Mer (°1898), capitaine FTP-FFI.

### A la ferme de la Mothe
- Lucien Déchéron (°18 septembre 1901 à Gargilesse), le fermier de la Mothe, battu, les dents brisées et exécuté le 27 juillet 1944, à l'âge de 42 ans.

### Au Moulin-Garat
- Pierre Bordat (°1924) FTP-FFI
- Camille Bruneau (°1921), jeune civil pris en otage aux Minières pour guider les attaquants et abattu
- Vincent Csali (°1903), FTP-FFI d'origine hongroise
- Roger Duris (né le 4 septembre 1923 à Cuzion, Indre), cultivateur à Cuzion, FTP-FFI.

## Mémoriaux

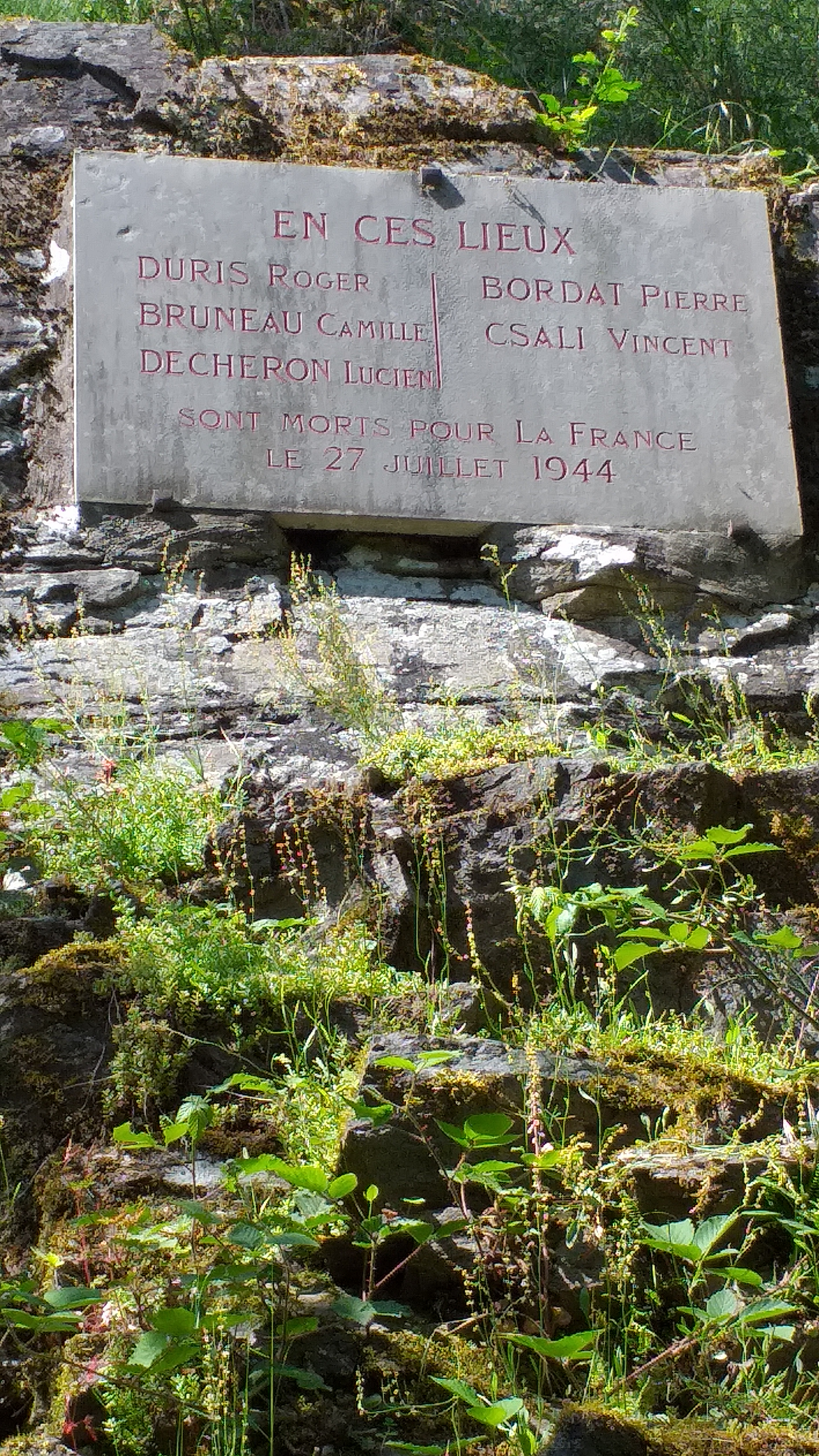
plaque à Moulin Garat

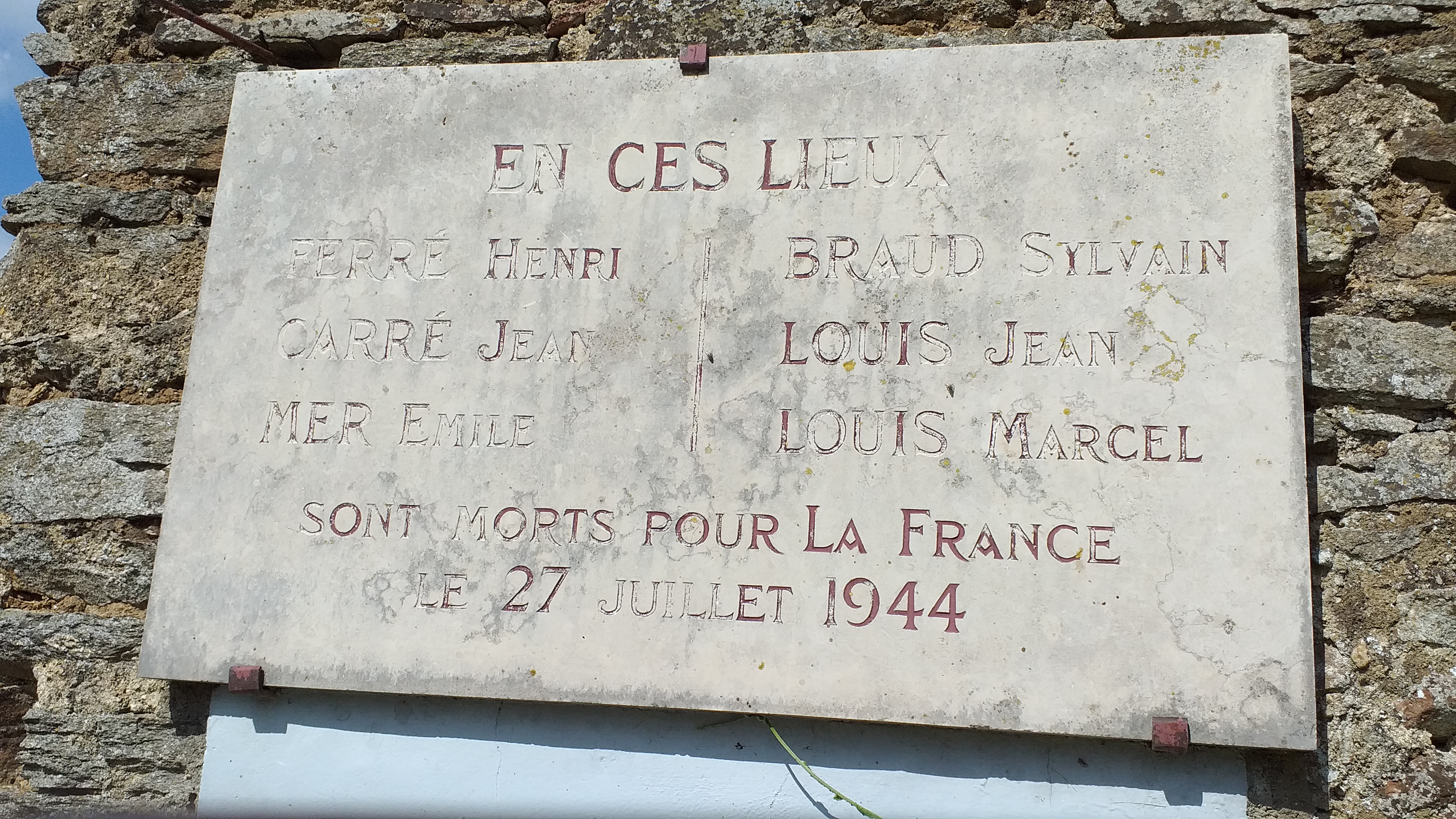
plaque à Château Gaillard

- Monument à Dampierre, érigé en 1945
- Plaque à Château-Gaillard
- Plaque au Moulin-Garat
- Plaque à Malicornay à la mémoire de Marcel Louis.

## Sources
- Rapport au préfet de l'Indre, "Commune de Gargilesse", Henri Cerclier, sous-préfet de La Châtre, 5 mars 1945, Archives Nationales, F41-394
- Mémoires d'un petit paysan berrichon du Boischaut, sud de l'Indre, Georges Pirot, 205 p., Société d'Éditions Nouvelles de l'Indre, Châteauroux, 1981
- Dampierre 27 juillet 1944, N'oublions pas, ville de Gargilesse, 2004
- Combats des maquisards Indre été 1944, préface de Jean Grazon, 167 p., ANACR, 2012  (ISBN 978-2- 9121846-6-5)
- Daniel Paquet, Ma résistance, Éguzon, Éditions Points d'Æncrage et Cercle d'Histoire d'Argenton, 2016, 211 p. (ISBN 978-2-911-85323-4, OCLC 1003140562), « Au maquis de Dampierre », p. 111-117